# Herzliyastadion
Het Herzliyastadion is een multifunctioneel stadion in Herzliya, een stad in Israël. Het stadion wordt vooral gebruikt voor voetbalwedstrijden, de voetbalclubs Maccabi Herzliya en Hapoel Herzliya F.C. maken gebruik van dit stadion. In het stadion is plaats voor 8.300 toeschouwers. Het stadion werd geopend in 1983.